# Paul Karchow
Paul Friedrich Karchow (* 17. Februar 1874 in Berlin; † 10. Februar 1943 in Berlin-Wilmersdorf) war ein deutscher Architekt.

## Leben
Paul Friedrich Karchow war ein Sohn des gleichnamigen Kaufmanns und dessen Frau Marie Albertine Karchow, geb. Vermeng. Er hatte vier Geschwister, darunter der Schauspieler Albert Karchow. Im Juni 1899 heiratete er in der damals noch eigenständigen Stadt Charlottenburg Wilhelmine Katharina Sackur, eine Tochter des Chemikers und Fabrikbesitzers Hugo Sackur. Aus der Ehe gingen die Töchter Rita Käthe Anne Marie und Edit Marianne hervor. Nach der Scheidung von seiner langjährigen Ehefrau Wilhelmine im Februar 1937 war er in zweiter Ehe ab dem 21. Dezember 1937 mit Margarete Hedwig (geb. Zimmermann) verheiratet.
Paul Karchow starb am 10. Februar 1943 – wenige Tage vor Vollendung seines 69. Lebensjahres – in seiner Wohnung in Berlin-Wilmersdorf. Sein Familiengrab liegt auf dem Friedhof der St.-Petri-Gemeinde in Berlin-Friedrichshain.

## Werk

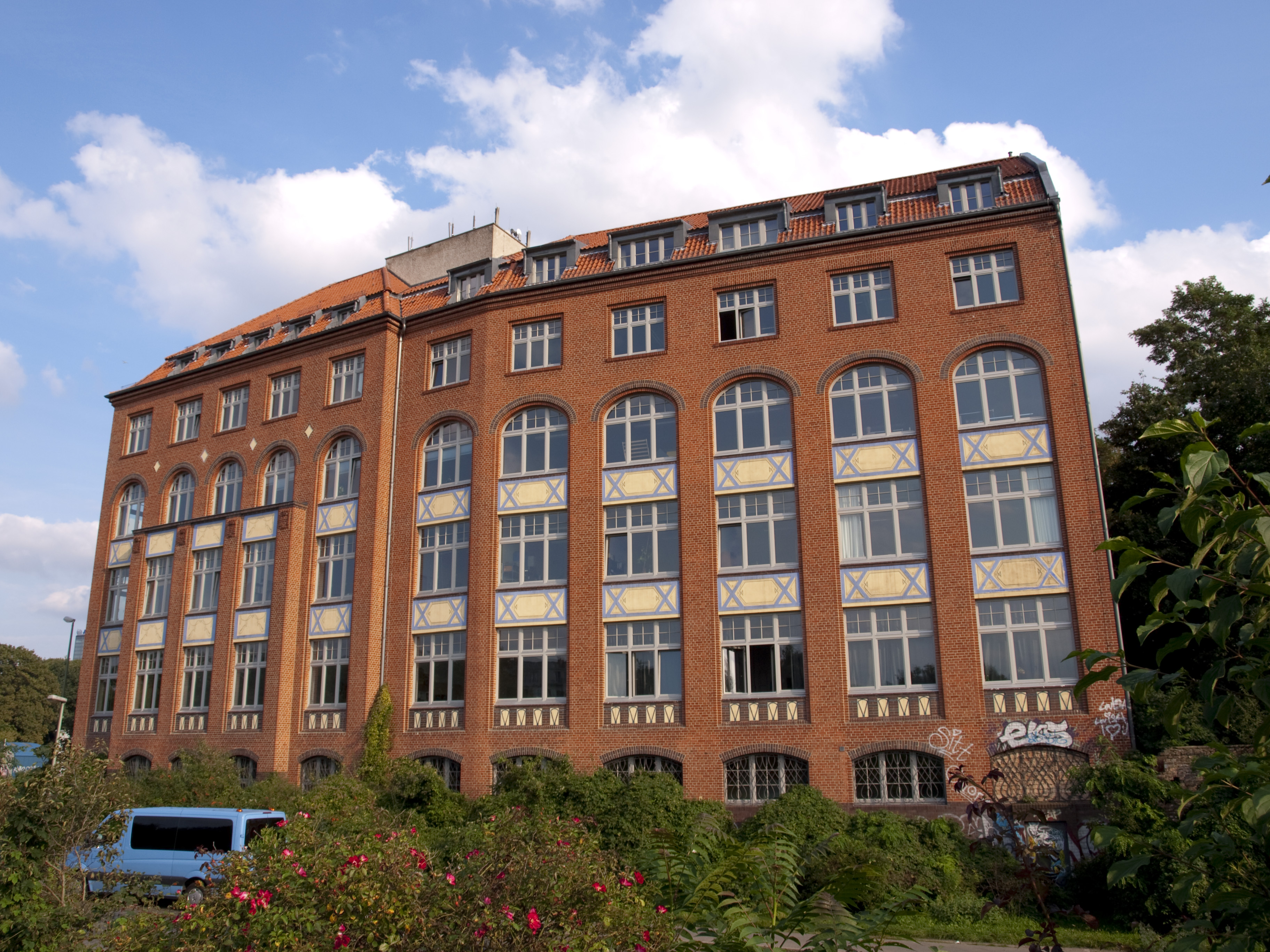
Agfa-Fabrik in Berlin, 2011

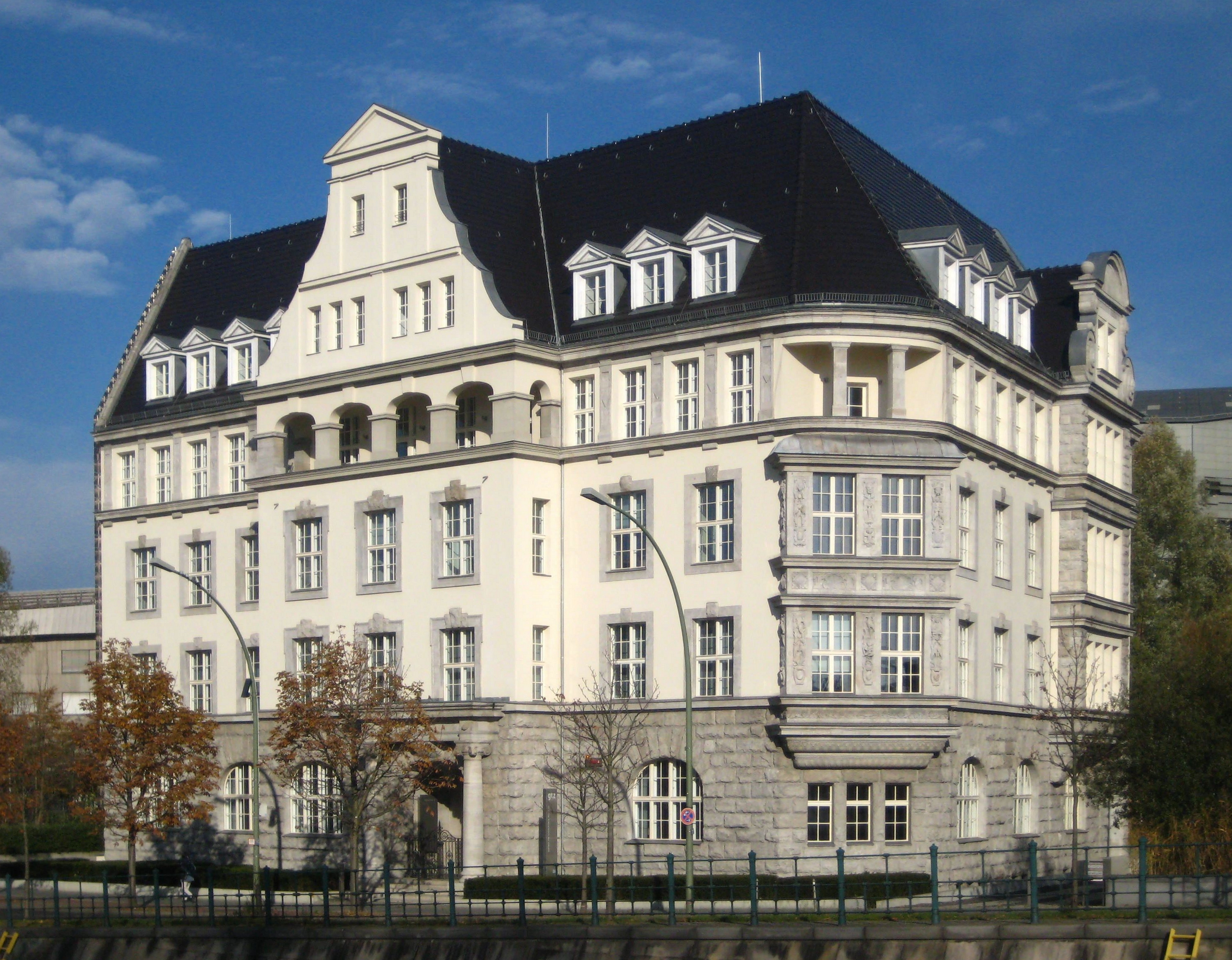
GIZ-Haus am Reichpietschufer

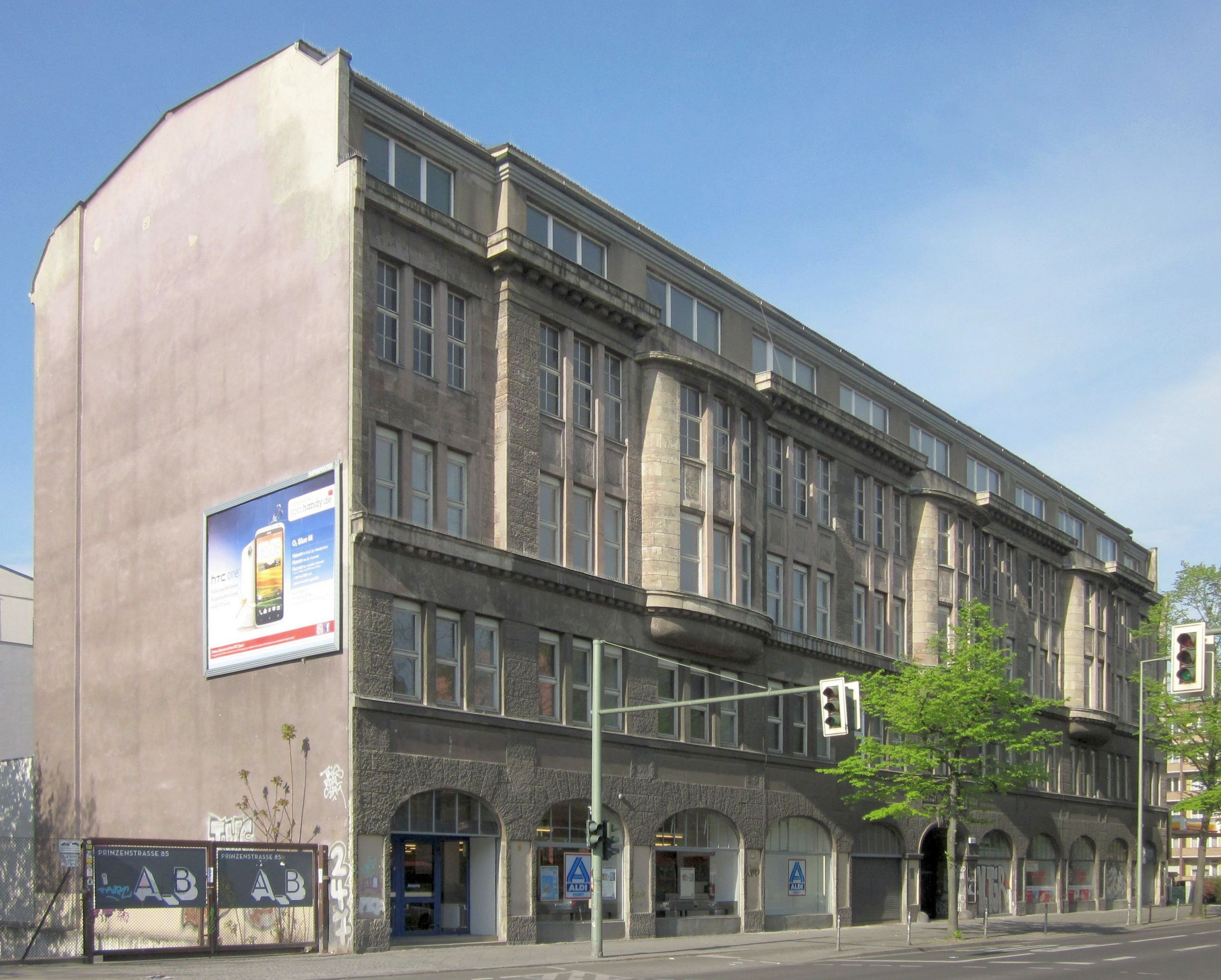
Elsnerhaus, 2012

Karchow spezialisierte sich auf Wohngebäude und Geschäftshäuser, er war für eine Vielzahl von Bauprojekten in der Hauptstadt verantwortlich. Während seiner Berufstätigkeit entwickelte er einen Stil, der Elemente des Historismus mit dem beginnenden Einfluss der Moderne verband. Seine Gebäude zeichneten sich durch ihre handwerkliche Qualität und den Sinn für Details aus, die sie von anderen Projekten der Zeit absetzten. Karchows Entwürfe trugen zur Entwicklung des Berliner Stadtbildes in einer Zeit bei, in der die Stadt rasch wuchs und sich veränderte.

### Bauten und Entwürfe (Auswahl)
- 1900–1904: Schmiede, Werkstatt und Lager (Haus 6) im Gaswerk Schöneberg, Berlin-Schöneberg[4]
- 1901–1912: Agfa-Fabrik in Berlin-Lichtenberg[5]
- 1903: Gaswerk Mariendorf, Berlin-Mariendorf[6]
- 1905: Kesselhaus in Berlin-Oberschöneweide[7]
- 1907: Wasserturm im Gaswerk Mariendorf, Berlin-Mariendorf
- 1911: Eisentragwerk im Gaswerk Schöneberg, Berlin-Schöneberg[4]
- 1912–1913: GIZ-Haus in Berlin-Tiergarten[8][9]
- 1912–1914: Elsnerhaus in Berlin-Kreuzberg
- 1912–1916: Agfa-Fabrik in Berlin-Lichtenberg
- 1913: Wohnhaus, heutige Botschaft der Republik Polen, in Berlin-Grunewald[10]
- 1914: Landhaus Grund in Berlin-Lichterfelde[11]
- 1914: Wohnhaus in Berlin-Neukölln, Weserstraße
- 1923–1924: Umspannwerk Mariendorf, Berlin-Mariendorf[12]
- 1927–1930: Wohnanlage Chrysanthemenstraße / Oderbruchstraße in Berlin-Prenzlauer Berg[13]
- 1938: Verwaltungsgebäude Fritz-Elsas-Straße 9/10 in Berlin-Schöneberg[3]